# Analges spiniger
Analges spiniger är en spindeldjursart som beskrevs av Christoph Gottfried Andreas Giebel 1871. Analges spiniger ingår i släktet Analges, och familjen Analgidae. Arten är reproducerande i Sverige.